# Київська дитяча музична школа № 3 імені В. С. Косенка
Київська дитяча музична школа №3 імені В. С. Косенка — позашкільний заклад з семирічним терміном навчання. У 2017 році відсвяткував 80 років свого існування.

## Історія заснування
Київська дитяча музична школа № 3 імені Віктора Косенка була створена у 1937 року на базі дитячого філіалу Робітничої консерваторії при Будинку культури заводу «Більшовик». Спершу заклад отримав назву Київська музична школа № 3. Проте згодом школа була перейменована в честь українського композитора, піаніста та педагога Віктора Степановича Косенка, який був одним із організаторів цієї школи. 

На час відкриття в ДМШ № 3 працювали три класи: фортепіано, скрипки, віолончелі. Згодом відкрилися класи баяна та домри. Першим директором школи був Микита Амвросійович Мартинюк.  

Директор Київської дитячої музичної школи № 3 імені В. С. Косенка з 1989 року Микола Олександрович Лук'янчук

## Функціонування школи в післявоєнний час
Перервані війною заняття в школі були продовжені 1 вересня 1944 року.
У цей час в школі працюють професори Київської державної консерваторії Бертьє Д. С., Вільконський С. В., Геліс М. М., Козлов І. І., Милич Б. О., Ейдельман А. Л.,Янкевич - Янкелевич., які високо підняла планку педагогічної майстерності школи.

Іна Дмитрівна Горбачевська (Горбатенко), яка була директором школи більше 30-ти років (з 1950)

Школа стає одним із центрів музичного життя напівзруйнованого міста, залучає все більшу кількість дітей та розширює коло музичних спеціалізацій.
До 1989 року директорами школи працювали: 
- Павло Миколайович Кусевицький (1948–1950);
- Іна Дмитрівна Горбачевська (Горбатенко) (1950–1983);
- Анатолій Олександрович Деркач (1983–1989).

Наприкінці 50-х років Дитяча музична школа №3 стає однією з провідних шкіл України, тому цілком закономірно Радою Міністрів УРСР видається постанова, якою «з нагоди 25-річчя заснування» Київській дитячій школі-семирічці №3 присвоюється ім'я українського композитора В. С. Косенка.
З лютого 1989 року і дотепер директором ДМШ №3 ім. В. С. Косенка працює вихованець і колишній викладач школи, випускник 1958 року, Микола Олександрович Лук'янчук.
На долю нового директора та колективу школи випадає важкий період — в 1990 році починається повна реконструкція будинку школи з відселенням в мало пристосоване невеличке приміщення по вул. Горького, 19-б.
Незважаючи на важкі умови роботи (проведення уроків в двох різних приміщеннях), було забезпечено викладання на високому рівні — діти продовжували успішно виступати і перемагати в творчих змаганнях різного рівня.

Урок з братами Топорівськими Богданом та Андрієм проводить заслужений артист України Н. П. Роменська (2012)

Реконструкція тривала довгі 9 років, замість запланованих двох, і тільки в 1999 році оновлене приміщення знову прийняло учнів.

## Навчальні підрозділи школи
В школі працюють 67 викладачів на 8 відділах:
- Відділ музично-теоретичних дисциплін (понад 30 років його очолює Ірина Йосипівна Загадська);
- Фортепіанний відділ (вже 15 років ним опікується заслужений артист України Наталія Павлівна Роменська);
- Відділ струнно-смичкових інструментів (завідує Олександр Михайлович Павлов);
- Відділ народних інструментів (близько 30 років його очолює Тамара Михайлівна Бастричкіна);
- Відділ композиції та імпровізації (очолює Маріанна Миколаївна Голубенко);
- Відділ предмета за вибором (створений у 2005 році на базі свого попередника — відділу загального фортепіано, завідує Нестеренко Людмила Дмитрівна);
- Відділ духових інструментів (очолює Наталія Леонтіївна Счастлива);
- Естрадний відділ (наймолодший в школі, його очолює Алла Наумівна Прімакова)..

## Вихованці школи, які стали відомими музикантами, викладачами, діячами культури

Вокальний ансамбль естрадного відділу (2010)

### Випускники школи — відомі музиканти
За 75 років школу закінчили 3514 учнів, майже чверть з них обрали музику своєю професією.
Найвідоміші з них:
- Диригенти — Валерій Матюхін та Роман Кофман;
- Композитори — Володимир Губа, Володимир Хорунжий, Катерина Біла, Олексій Шмурак, Андрій Мерхель;
- Музикознавці — Олена Майбурова, Тарас Філенко, Олексій Коган;
- Піаністи — Ірина Ліпатова, Марк Равін, Тетяна Рощина, Деніс Прощаєв;
- Співаки — Леся та Галина Тельнюк, Людмила Невзгляд, Самая Т, Настя Каменських;
- Баяністи — Петро Хрипко, Ігор Носальський, Георгій Офенгенден, Георгій Любаров;
- Гітарист — Андрій Остапенко;
- Скрипалі — Зіновій Вінніков, Анатолій Мельников, Аркадій Вінокуров, Ігор Васильєв, Ольга Задорожня-Коротько;
- Альтист — Сергій Кулаков;
- Віолончеліст — В'ячеслав Пономарьов;
- Трубач — Петро Веденяпін
- Фаготист — Олександр Кліщевський
- Гобоїстка — Рита Міцель
- Ударні інструменти — Віталій Рогоза

### Випускники школи — керівники навчальних закладів, державні службовці, діячі культури
- Аземша Олег Іванович — заступник директора Київської ДМШ №9;
- Каминін Віктор Михайлович — директор Навчально-методичного центру Міністерства культури України;
- Каплюк Євген Григорович, заслужений працівник культури України — був директором Київської ДМШ №17, заснував на її базі ДШМ №1;

Хор учнів молодших класів (керівник Г. В. Пишнюк) (2012)

- Ковальова Людмила Миколаївна — директор Київської ВМШ № 1 ім. К. Стеценка;
- Лук'янчук Микола Олександрович — був директором Київських ДМШ № 10, № 9. Обирався головою профспілки працівників шкіл естетичного виховання міста Києва, директор Київської ДМШ №3 ім. В. С. Косенка;
- Павлюченко Станіслав Євстигнійович — проректор Національного університету культури і мистецтв;
- Поляченко Олександр Анатолійович — заступник директора КДМУ ім. Р. М. Глієра;
- Черепович Ольга Олександрівна — заступник завідувача методичного відділу навчальних закладів Київського міського методичного центру закладів культури та навчальних закладів Департамента культури.

### Колишні вихованці — викладачі школи
Чверть викладацького колективу музичної школи №3 (понад 50 чоловік) складають колишні її вихованці:
- по класу фортепіано — Перелет Ірина Георгіївна, Роменська Наталія Павлівна, Нестеренко Людмила Дмитрівна, Клименко Віра Михайлівна, Павлюк Валентина Ігорівна, Демидович Іна Василівна, Потапова Надія Анатоліївна;
- по класу скрипки — Андрущенко Наталія Вікторівна, Антонюк Людмила Володимирівна та Павлов Андрій Олександрович;
- по класу віолончелі — Полякова Тамара В'ячеславівна та Новікова Надія Миколаївна;
- по класу баяна, акордеона — Лук'янчук Микола Олександрович,
- по класу домри — Фареній Тетяна Борисівна,
- по класу гобою — Счастлива Наталія Леонтіївна,
- по класу композиції — Кривенко Тетяна Валеріївна,
- по класу клавішних Прімакова Ала Наумівна,
- по класу контрабаса Волженін Михайло Євгенович та інші.

Практично в кожній музичній школі міста Києва працюють вихованці КДМШ №3 ім. В. С. Косенка.

Викладачі-ветерани І.Й. Загадська, Т. В. Полякова та Н.А. Дайч (2006)
Пащенко В. М., Счастлива Н.Л. та Синякова О.Ю. (2012)
Сидять: І.Й. Загадська та О.Л. Азарова; стоять: О.А. Копанська, Л.В. Денисюк, І.В. Вербовська, Д.О. Савченко (2012)
Колектив викладачів фортепіанного відділу (2012)
А.Н. Прімакова, О.П. Шкіра, В.М. Караман, С.В. Харченко, В.І. Павлюк (2012)
Група викладачів відділу предмета за вибором. За роялем І.Г. Перелет (2012)

## Багатогранна діяльність школи
Створення та розвиток інших навчальних закладів
- При Будинку культури заводу «Більшовик» залишилась філія ДМШ №3, на базі якої у 1945 році було створено дитячу музичну школу №5 — нині дитяча школа мистецтв №5 ім. Л. М. Ревуцького.
- В селі Демидів Димерського (сьогодні Вишгородського) району Київської області у 1953 році була створена філія для дітей сільськогосподарської артілі, на базі якої в 1957 році була відкрита Димерська дитяча музична школа.
- У 1949 році було відкрито філію школи в Бучанському дитячому будинку, де жили діти солдатів, які загинули під час війни. Викладачі протягом багатьох років їздили в Бучу і навчали більше 30 дітей на різних музичних інструментах.

Виступ зведеного колективу в Колонному залі ім. М. В. Лисенка (2013)

- До 1962 року продовжувалась робота з дітьми дитячого будинку №3 по вул. Володимирській, 71.

Серед вихованців цього дитячого будинку вийшли в велике творче життя:
- Данченко Василь, Мельник Олександр та Ксенофонтов Юрій — в наступному артисти симфонічного оркестру Держтелерадіо України,
- Правдивець Володимир — артист оркестру Мінського оперного театру,
- Іванов Михайло — артист Великого Симфонічного оркестру СРСР,
- Мітрошин Віктор — соліст оркестру Ленінградського театру опери та балету ім. С.Кірова,
- Радченко Микола — артист оркестру Оперної студії Київської консерваторії,
- Динкевич Ольга викладач КДМУ ім. Р. М. Гліера і багато інших.

Багато викладачів школи залучені до роботи по підвищенню кваліфікації педагогічних працівників міста Києва та України.
Велика увага в школі завжди приділялася роботі по поширенню педагогічного репертуару для дитячих музичних шкіл.
- Визнання отримали упорядковані викладачами школи збірки п'єс українських композиторів для фортепіано Л. Л. Ткаченко, перекладення для баяна О. Ф. Денісова та М. О. Лук'янчука, збірки п'єс для учнів хору молодших класів С. Я. Цибульської.

- В Україні і дотепер використовуються в роботі школи посібники гри на трубі І. М. Кобця, на сопілці Д. І. Чеботаря, на скрипці В. Г. Зельдіса, на тромбоні В. П. Андрезена.

- Друкувалися підручники з музичної літератури Н. А. Дайч та Е. Л. Штейнберг,. підручники для баяну О. Ф. Денісова.

- Викладачі школи брали участь у складанні програм для фортепіано (Н. І. Шуригіна), для синтезатора (М. О. Лук'янчук), для домри (Т. М. Бастричкіна), для фортепіанних ансамблів (І. Г. Перелет).

Ансамбль бандуристів «Мальви» в Колонному залі ім. М. В. Лисенка (2012)

Декілька випускників та викладачів школи є членами Спілки композиторів України.
У 2010 році відбувся Перший міський конкурс, а у 2012 році започатковано Перший Всеукраїнський конкурс юних піаністів ім. В. С. Косенка. У конкурсі взяли участь більше ста юних піаністів з дев'яти регіонів України.
Вже більше тридцяти років школа є базою для проведення занять по підвищенню кваліфікації педагогічних працівників шкіл естетичного виховання України.
Учні школи беруть участь та перемагають в міжнародних та всеукраїнських конкурсах, які проводяться як в Києві так і далеко за його межами.
Серед них є переможці таких престижних конкурсів, як міжнародні конкурси юних піаністів пам'яті В. Горовиця, «Мистецтво ХХІ сторіччя», «Синій птах», «Amadeus» та багато інших.
Від заснування у 1997 році творчої стипендії Київського міського голови 48 учнів школи ставали її володарями.
Багаторічна творча дружба пов'язує колектив школи з квартирою-музеєм В. С. Косенка. Учні та викладачі завжди були бажаними гостями в численних походах до музею.
Традицією школи є участь у творчих заходах міського методичного об'єднання, роботу якого спрямовує та організовує Київський міський методичний центр закладів культури та навчальних закладів.
- Методичний центр на базі школи проводить творчі зустрічі з провідними музикантами, викладачами та виконавцями України.(За цією програмою проводилися творчі вечори і викладачів школи: Н. П. Роменської, Т. М. Бастричкіної, Р. О. Власенко, Т. В. Полякової, Н. І. Шуригіної).
- В школі проходять концерти юних композиторів, скрипалів, віолончелістів, прослуховування до різноманітних творчих заходів.
- Школа приймала перші два міських конкурси юних піаністів ім. В. Пухальського, конкурси «Традиції і сучасність» і багато інших.

На базі ДМШ № 3 імені В. С. Косенка вже багато років працює міська школа професійної майстерності викладача-піаніста, проводяться підвищення кваліфікації педагогічних працівників різних спеціальностей.
Розповсюдження ініціатив в інших школах міста Так, був створений найпершій в місті Клуб юних музикантів. ДМШ №3 ім. В. С. Косенка часто ставала ініціатором багатьох цікавих творчих справ, які потім набували широкого розповсюдження.

Камерний оркестр (2012)
Три покоління ансамблю «Надія» (2013)
Камерний ансамбль (2012)
Виступ камерного оркестру в урочистому концерті (2005)
Колектив гітаристів (2012)
Ансамбль скрипалів «Бароко» (керівник В.В. Павлова)
Клас акордеона (викладач Каверза О.А.) (2012)
Колектив домбристів (2011)
Ансамбль домбристів «Вітражі» (2012)
Ансамбль вілоончелистів (2013)